# Culicoides haitiensis
Culicoides haitiensis är en tvåvingeart som beskrevs av Delecolle, Raccurt och Rebholtz 1981. Culicoides haitiensis ingår i släktet Culicoides och familjen svidknott.
Artens utbredningsområde är Haiti. Inga underarter finns listade i Catalogue of Life.